# Grigorij Sudiejkin

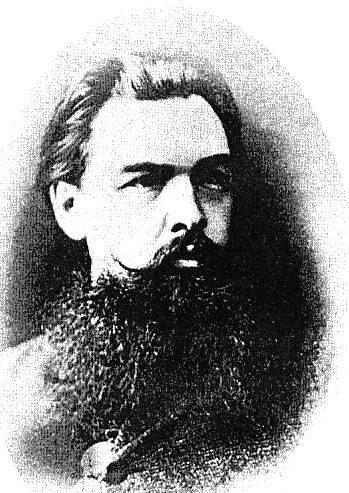
Grigorij Sudiejkin

Grigorij Sudiejkin ros. Георгий Порфирьевич Судейкин (ur. 11 kwietnia 1850, zm. 16 grudnia 1883 w Sankt Petersburgu) – rosyjski podpułkownik Ochrany, ofiara zamachu terrorystycznego. 

## Życiorys
Jako ochotnik wstąpił do 4. Koporskiego Pułku Piechoty. Po awansie na podoficera wstąpił do Moskiewskiej Szkoły Junkrów Piechoty, po której ukończeniu 18 sierpnia 1870 otrzymał awans do stopnia chorążego. W 1871 – podporucznik, adiutant pułku; w 1872 – porucznik.
W lutym 1874 przyjęty do Samodzielnego Korpusu Żandarmów i mianowany adiutantem Woroneskiego Policyjno-Żandarmskiego Wydziału Kolei.
W 1877, po otrzymaniu stopnia sztabskapitana, został mianowany asystentem szefa Kijowskiego Gubernialnego Wydziału Żandarmerii. W 1879 odkrył kijowską organizację Narodnej Woli, co przyczyniło się do jego szybkiej kariery.
W 1881 r. został szefem Petersburskiego Wydziału Ochrany i powiernikiem Wiaczesława Plehwe i Dmitrija Tołstoja.
W 1882 został inspektorem tajnej policji w całej Rosji. Celem jego pracy było zwalczanie ruchu rewolucyjnego (Narodnaja Wola). Jednym z jego najcenniejszych agentów był Siergiej Diegajew. Współpraca Sudejkina z kierowanym przez niego agentem doprowadziła do fali aresztowań (200 osób) wśród członków Narodnej Woli. Diegajew, przebywając z polecenia Sudejkina na emigracji, przyznał się do swojej podwójnej roli. Sprawa zdrady miała pozostać w tajemnicy pod warunkiem zabicia Sudiejkina. 16 grudnia 1883 Diegajew przy pomocy dwóch rewolucjonistów dokonał zabójstwa Sudejkina.